# Museum für Vor- und Frühgeschichte (Köln)

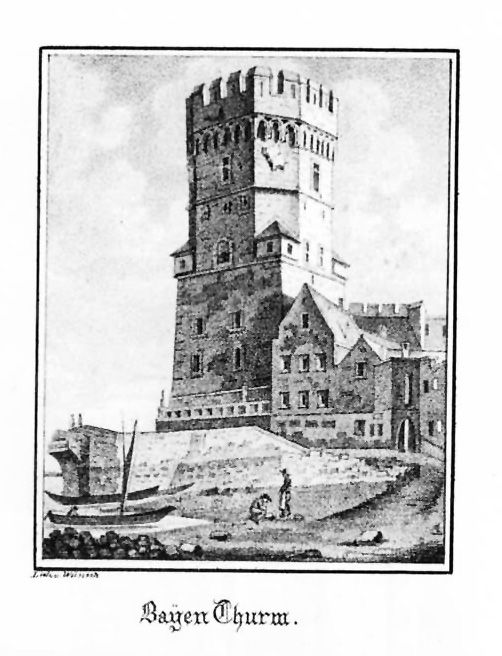
Nordostansicht des Bayenturms um 1827

Das  Museum für Vor- und Frühgeschichte in Köln war eine im Jahr 1907 gegründete, im Bayenturm am Rheinufer der Südstadt befindliche städtische Einrichtung, deren Sammlungsbestand eine bescheidene Übersicht regionaler Geschichte von der Jungsteinzeit bis in das frühe Mittelalter bot. Das Museum wurde während des Zweiten Weltkrieges im Juli 1943 zerstört.

## Geschichte
Die Stadt Köln erwarb von der preußischen Regierung das 1881 der Schleifung entgangene Gelände am Rheinufer der Südstadt, auf dem sich noch ein Teilstück der mittelalterlichen Stadtmauer und die dem Bayenturm vorgelagerte neue preußische Bastion befanden. In den Jahren 1895 bis 1898 wurden die noch immer vorhandenen starken Brandschäden beseitigt, die der Turm seit einem Feuer im Jahre 1697 aufwies. Die umfassenden Restaurierungen wurden unter dem damaligen Stadtbaumeister Josef Stübben durchgeführt.

### Gründung der Anthropologischen Gesellschaft
Im Jahr 1903 kam eine Anzahl Kölner Herren überein, nach dem Beispiel anderer Städte auch in ihrer Heimatstadt eine Anthropologische Gesellschaft ins Leben zu rufen. Dieser Verein setzte sich das Ziel, für die Verbreitung der anthropologischen Wissenschaft, also der Lehre vom Menschen, in Köln tätig zu werden.
Im Wesentlichen bestand das Anliegen der Gesellschaft in folgenden Vorhaben: einen Zusammenschluss der für die Anthropologie begeisterten Kreise herbeizuführen, interne und öffentliche Vorträge zu den wissenschaftlichen Themen somatische Anthropologie, Ethnologie und Prähistorie zu halten und durch Spendensammlungen ausreichende Mittel zur Schaffung einer vorgeschichtlichen „Bibliothek“ aufzubringen. In der Folge gelang es der Gesellschaft, erhebliche Geldmittel zu sammeln, sodass sie ihr Ziel, die Gründung eines prähistorischen Museums, verwirklichen konnte.
Unter der Leitung des Initiators der kleinen Gesellschaft, dem aus Altenrath im Siegkreis stammenden Carl Rademacher (1859–1935), entstand das prähistorische Museum. Die ersten Ausstellungen wurden wahrscheinlich mit Fundstücken ausgestattet, die während der von Rademacher selbst seit 1893 geleiteten Ausgrabungen in Köln, insbesondere bei seinen Grabungen auf den Grabhügelfeldern in Rath, Dellbrück und Dünnwald auf der rechtsrheinischen Kölner oder Bergischen Heideterrasse gefunden und sichergestellt worden waren. Den letzten Erfolg in seiner Laufbahn hatte Rademacher mit der Freilegung der Bandkeramischen Siedlungsplätze im Westen der Stadt (Müngersdorf, Vogelsang, Mengenich und zwei Ansiedlungen in Lindenthal). Die dort geborgenen Funde bereicherten die Ausstellung des Museums erheblich.

Fundstücke aus der Zeit des Museums für Vor- und Frühgeschichte
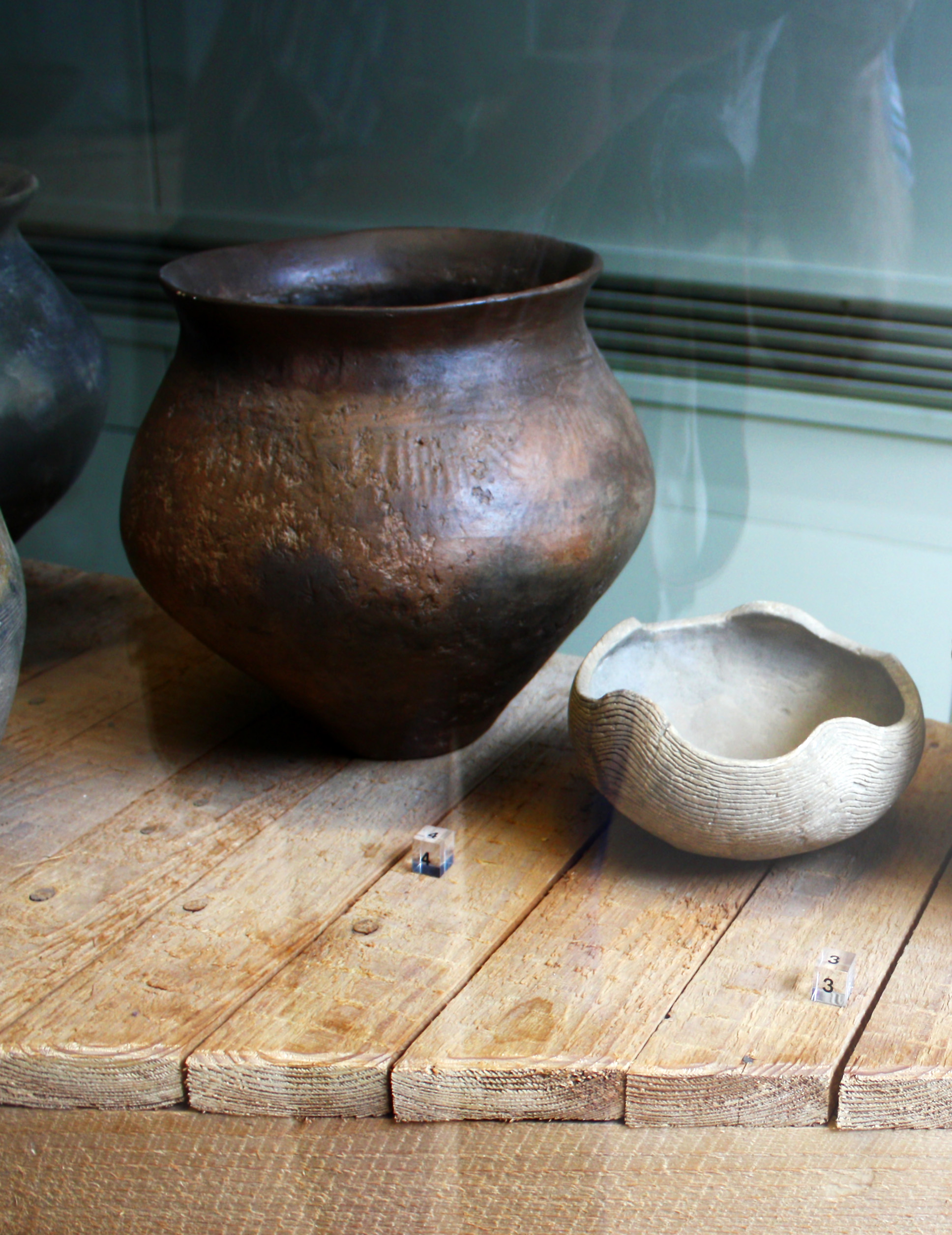
Frühe Eisenzeit. Urne aus Altenrath im Siegkreis (Wahner Heide) Abb. Nr. 4, Zipfelschale aus Köln-Fühlingen (Nr. 3)
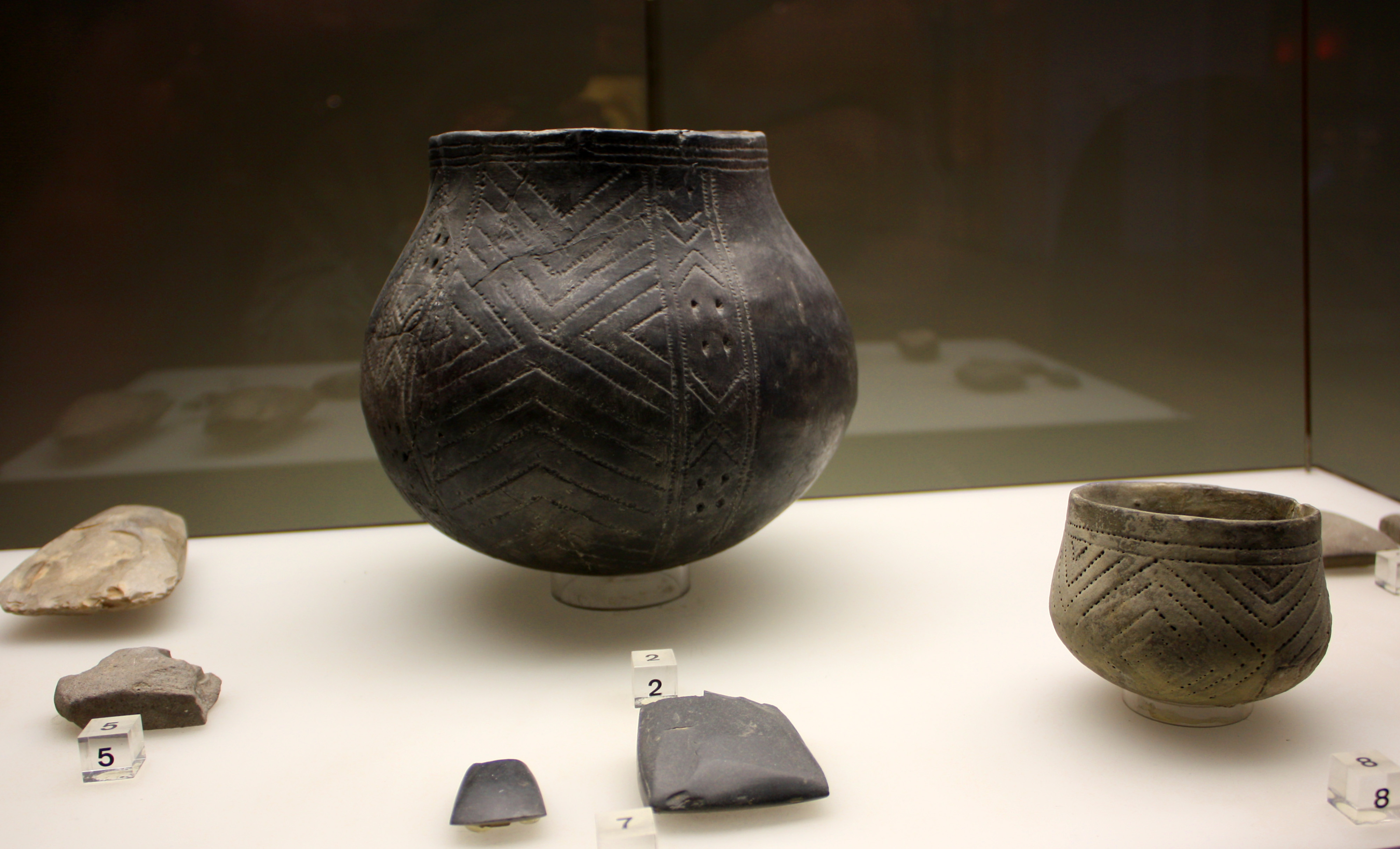
Funde im „Lindenthaler Dorf“ der Bandkeramischen Kultur
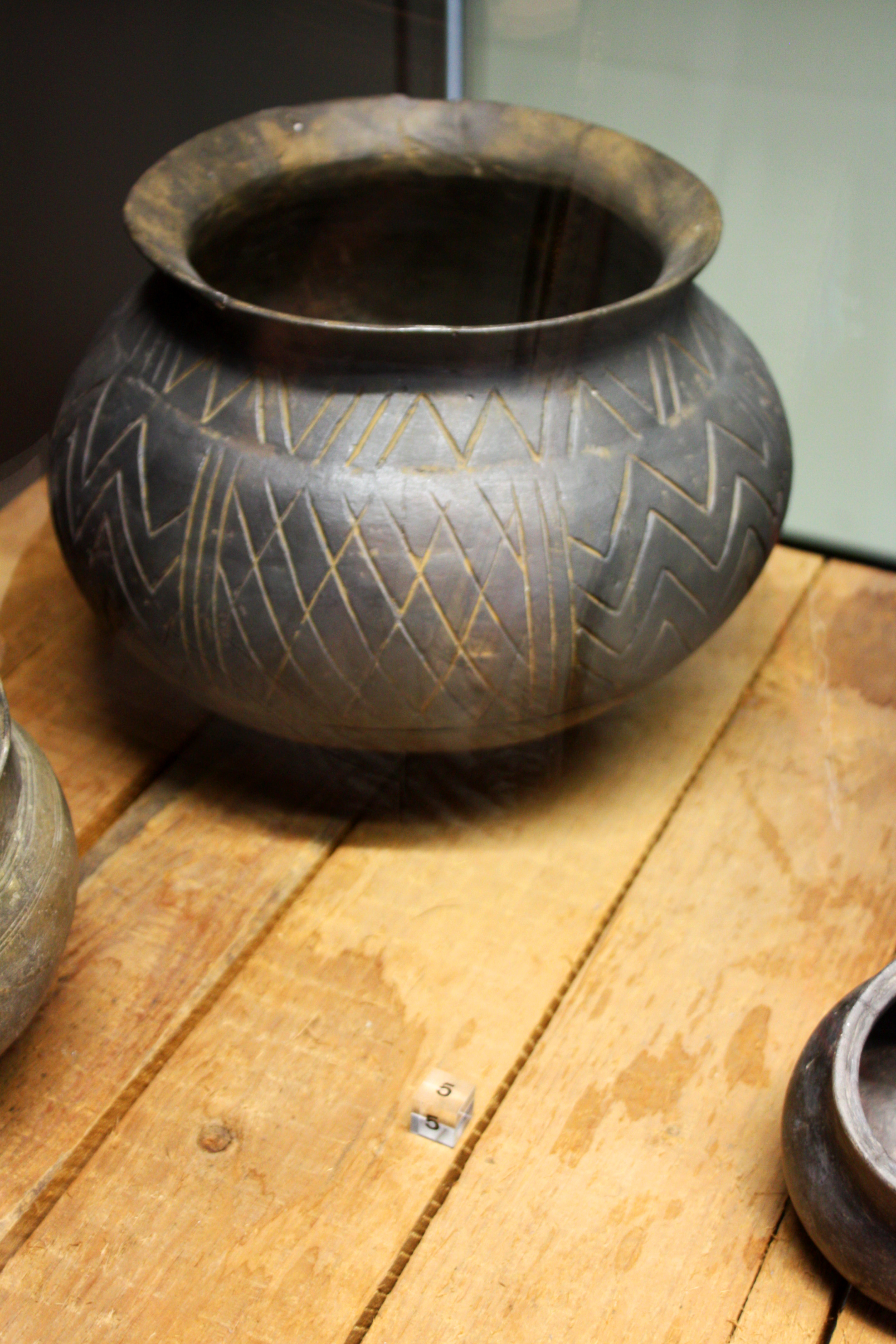
Fundstück aus einem Urnengrab in Köln-Dellbrück

### Museumsgebäude Bayenturm
Die hohe Wertschätzung der von Carl Rademacher angeführten Gesellschaft und die Bedeutung, die der vorgeschichtlichen Wissenschaft beigemessen wurde, veranlasste die politische Führung der Stadt unter Oberbürgermeister Wilhelm von Becker, der Anthropologischen Gesellschaft die Übernahme ihrer privaten Sammlung anzubieten. Der Bayenturm sollte als Museumsgebäude dienen und entsprechend mit der notwendigen Ausstattung versehen werden. Außerdem sollte eine besondere Kommission zur Verwaltung des neuen Museums gewählt und ab dem 1. April 1907 dem Museum ein eigener Etat im Haushaltsplan zugewiesen werden. Die feierliche Übergabe des Museums an die Stadt erfolgte am 30. Juli 1907 und war mit einer wissenschaftlichen Tagung im Festsaal Gürzenich verbunden, zu der neben den Honoratioren der Stadt zahlreiche und namhafte Gelehrte des In- und Auslandes eingeladen wurden.

### Museumsleitung
Am 29/30. Juli 1907 wurde das nunmehr städtische Museum unter der Leitung von Rademacher im Bayenturm eröffnet. Das Renommee des neuen Museums wuchs, und die bisher schon erfolgreiche Arbeit der von ihm weiter betriebenen Forschungen und Prospektionen setzte sich fort und erfuhr große Anerkennung auch durch die Fachwelt. Die Philosophische Fakultät der Kölner Universität verlieh Rademacher 1927 die Ehrendoktorwürde. Von 1931 bis 1936 war dann Werner Buttler Direktor des Museums, der das Bandkeramiker-Dorf in Lindenthal entdeckte und ausgrub. Nach einer Interimszeit wurde 1939 Walter von Stokar Leiter des Museums.

### Ende des Museums
Die Ausstellungsräume brannten durch Bombentreffer eines Luftangriffes am 29. Juni 1943 aus und ein großer Teil der bis dahin angewachsenen Bestände wurde vernichtet. Gerettete Reste der Sammlung wurden zumeist in der Severinstorburg untergebracht, in der sie bis zur Gründung einer im Oktober 1946 als Folgeeinrichtung geschaffenen Institution verblieben. Der Zusammenschluss aus der Römischen und der Germanischen Abteilung des Wallraf-Richartz-Museums und die Reste der Sammlung des Museums für Vor- und Frühgeschichte wurden der Grundstock des heutigen Römisch-Germanischen Museums in Köln.